# میدان پریوبسکوی
میدان پریوبسکوی (انگلیسی: Priobskoye field) از میدان‌های نفتی روسیه است، که در سال ۱۹۸۲ کشف شد.